# Slowaaks militair ordinariaat
Het Slowaaks militair ordinariaat (Slowaaks: Ordinariát ozbrojených síl a ozbrojených zborov SR) is een militair ordinariaat van de Rooms-Katholieke Kerk. Het staat als immediatum onder rechtstreeks gezag van de Heilige Stoel.

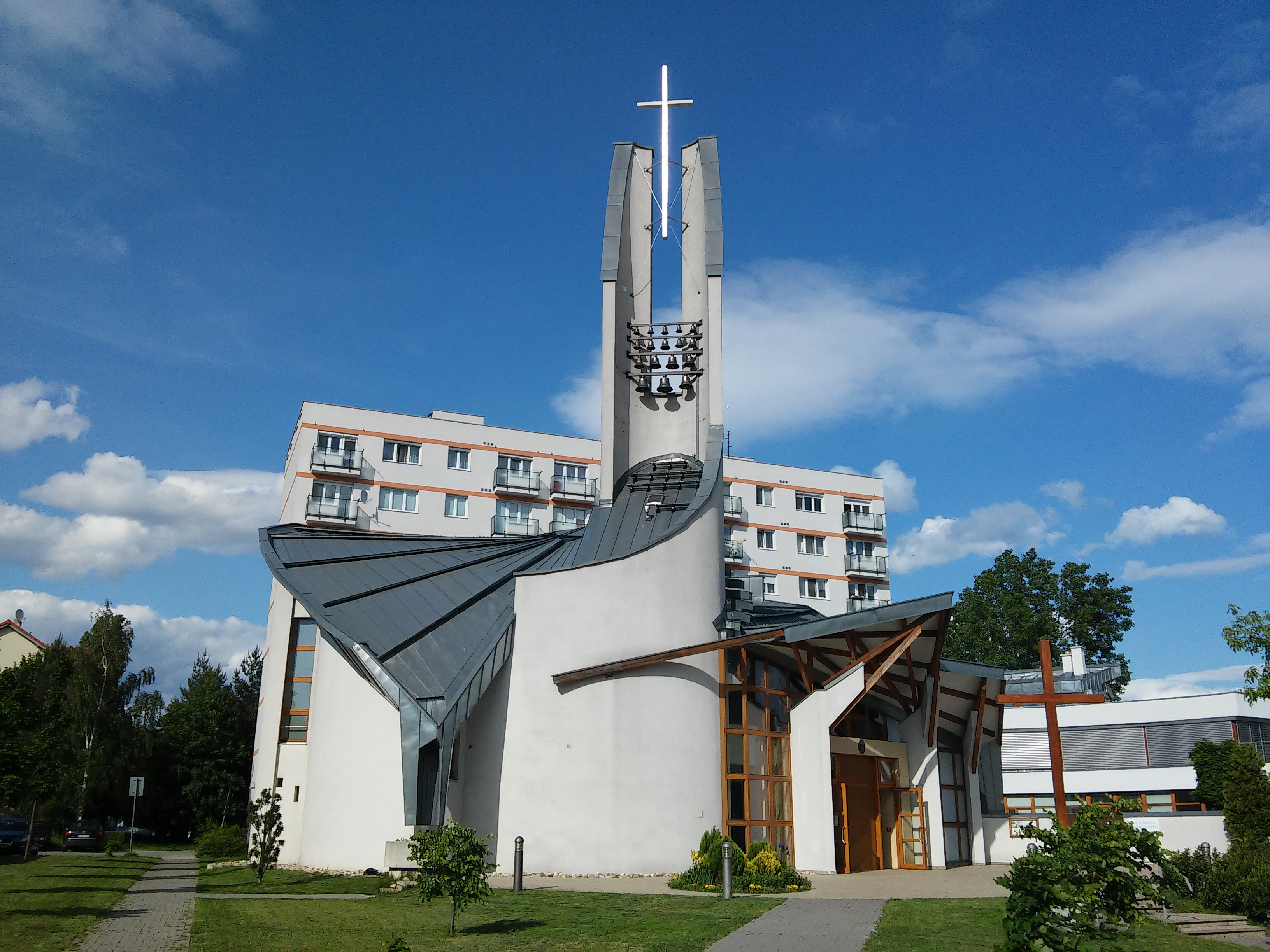
Kathedraal van het Slowaaks militair ordinariaat

Het ordinariaat verzorgt de zielzorg van de katholieke manschappen onder de Slowaakse Strijdkrachten. Het werd door paus Johannes Paulus II opgericht op 20 januari 2003. Van 2003 tot 2009 was de Drievuldigheidskerk in Bratislava kathedraal van het ordinariaat. Vanaf 2009 is dit de Heilige Sebastiaanskathedraal in de hoofdstad.

## Bisschoppen van het militair ordinariaat
- 2003-heden: František Rábek